# Messicobolus pilsbryi
Messicobolus pilsbryi är en mångfotingart som beskrevs av Chamberlin 1947. Messicobolus pilsbryi ingår i släktet Messicobolus och familjen Messicobolidae. Inga underarter finns listade i Catalogue of Life.